# Německé volby do říšského sněmu 1924 (prosinec)
Německé federální volby konané 7. prosince 1924 byly v pořadí čtvrté volby do říšského sněmu. Vítězem se stala Sociálnědemokratická strana Německa, která posílila oproti minulým volbám. V porovnání s předešlými volbami, které se konaly ve stejný rok v květnu, došlo k politické stabilizaci a výraznému oslabení krajně pravicových i levicových stran.

## Předešlé události
Předchozí rok (tj. 1923) byl pro Německo velmi těžký. Vláda přestala z ekonomických důvodů platit válečné reparace a reakcí bylo obsazení průmyslového Porúří spojenou armádou Francie a Belgie. Němci reagovali na agresi pasivním odporem, a tak se veškerá průmyslová výroba zastavila. Již tak slabé hospodářství dostalo poslední ránu. Vypukla hyperinflace a vláda musela provést měnovou reformu s kurzem 1 ku biliónu. Němci ztratili veškeré své dosavadní úspory. V chaotické situace se pokusili využít jak komunisté (Německý říjen), tak nacionalisté s Hitlerem v čele (Pivní puč) k násilnému převzetí moci. Obě skupiny byly neúspěšné, ale v následných volbách v květnu 1924 výrazně posílily.
Po neúspěšných koaličních jednání s nacionalisty z DNVP vznikla v červnu 1924 menšinová vláda Centra, lidovců a německých demokratů s tolerancí sociálních demokratů. Lidovci chtěli více pravicové směřování vlády a snažili se nacionalisty z DNVP do vlády zahrnout, což ale naráželo na odpor německých demokratů. Vláda se rozpadla a byly vypsáné nové volby. Ty se konaly v době ekonomického oživení díky Dawesova plánu. Podařilo se snížit nezaměstnanost, zvýšit platy a zkrátit pracovní dobu.
I přes uklidnění situace krajní pravice a levice dále pokračovaly v prosvěcování násilí. V červenci 1924 byla komunisty založena polovojenská organizace Roter Frontkämpferbund. Jako odpověď založili společně sociální demokraté, Centrum a němečtí demokraté podobnou polovojenskou organizaci zvanou Reichsbanner. Hitler byl stále ve vězení, takže krajní pravice byla vedena Národně socialistické stranou za svobodu, která vznikla z bývalého hnutí v srpnu 1924. Nacionalisté z DNVP i sociální demokraté očekávali, že budou z uklidnění situace budou těžit na úkor extrémistů.

## Volební výsledky
Po čtvrté v řadě vyhráli volby sociální demokraté a očekávaně posílili na úkor komunistů, kteří ztratili 17 mandátů. Nacionalisté udrželi svoje pozice se ziskem 8 křesel. Krajní pravice reprezentovaná Národně socialistickou stranou za svobodu naopak ztratila polovinu svých křesel. Všechny vládní strany (Centrum, lidovci a němečtí demokraté) si ve volbách mírně polepšily v porovnání s předchozími výsledky z května 1924.

### Úspěšnost stran v jednotlivých volebních obvodech
Co se týče rozložení hlasů v jednotlivých obvodech tak nedošlo k žádnému výraznému posunu v porovnání s předcházejícími volbami. Sociální demokraté zvítězili ve 14 volebních obvodech. Jejich pozice ve středním Německu zůstala nadále netknutá a k tomu se jim podařilo porazit nacionalisty v Dolním Slezsku. Nacionalisté udrželi své pozice v regionech na východ od Labe a v severním Německu. Katolické Centrum tradičně zvítězilo v jižním Německu, Porýní a v Horním Slezsku.
| Politická strana | Politická strana                               | Hlasy v % (změna) | Hlasy v % (změna) | Mandáty (změna) | Mandáty (změna) |
| ---------------- | ---------------------------------------------- | ----------------- | ----------------- | --------------- | --------------- |
|                  | Sociálnědemokratická strana Německa (SPD)      | 26,0              | ▲ +5,5            | 131             | ▲ +31           |
|                  | Německá národně lidová strana (DNVP)           | 20,5              | ▲ +1,0            | 103             | ▲ +8            |
|                  | Deutsche Zentrumspartei (Z)                    | 13,6              | ▲ +0,2            | 69              | ▲ +4            |
|                  | Německá lidová strana (DVP)                    | 10,1              | ▲ +0,9            | 51              | ▲ +6            |
|                  | Komunistická strana Německa (KPD)              | 9,0               | ▼ -3,6            | 45              | ▼ -17           |
|                  | Německá demokratická strana (DDP)              | 6,3               | ▲ +0,6            | 32              | ▲ +4            |
|                  | Bavorská lidová strana (BVP)                   | 3,7               | ▲ +0,5            | 19              | ▲ +3            |
|                  | Národně socialistická strana za svobodu (NSFP) | 3,0               | ▼ -3,5            | 14              | ▼ -18           |
|                  | Zemědělská liga                                | 1,6               | ▼ -0,4            | 8               | ▼ -2            |
|                  | Říšská strana německé střední třídy (WP)       | 2,3               | ▲ +0,6            | 12              | ▲ +5            |
|                  | Bavorský rolnický svaz (BB)                    | 1,0               | ▲ +0,3            | 5               | ▲ +2            |
|                  | Německo-hannoverská strana (DHP)               | 0,9               | ▼ -0,2            | 4               | ▼ -1            |
|                  | Ostatní                                        | 2,0               | ▼ -0,8            | 0               | ▼ -4            |
| Celkem           | Celkem                                         | 100,0             |                   | 493             | +21             |

## Tvorba vlády
Díky výsledkům voleb byly možné pouze dvě varianty složení vlády. Prvním byla velká koalice Centra, lidovců, německých demokratů a sociálních demokratů. Druhou možností byla koalice všech pravicových stran tj. lidovců, nacionalistů, Centra, Bavorské lidové strany a krajní pravice z Národně socialistická strana za svobodu. Ani jedna možnost nakonec nebyla možná, a tak se kancléř Marx vzdal své možnosti sestavit vládu.
Šanci dostal nestraník Hans Luther. Pokusil se sestavit kabinet z tradičních konzervativních stran (tj. nacionalisté z DNVP, Centrum, lidovci a bavorští lidovci), kdy by každá strana navrhla za sebe odborníka, který by stranu reprezentoval, ale nebyl by jejím členem. Sociální demokraté se k zamýšlené koalici postavili odmítavě, tak Luther začal jednat s německými demokraty. Ti nakonec souhlasili pod podmínkou, že jejich ministr obrany Otto Gessler zůstane nadále ve funkci. Tzv. první vláda Hanse Luthera byla tvořena koalicí DNVP, lidovců, Centra a Bavorské lidové strany. Ministrem obrany zůstal Otto Gessler z DDP, tak i Gerhard von Kanitz (nestraník) ministrem zemědělství. Oba měli tuto funkci již v předešlé vládě.

### Přehled vlád
- Kabinet H. Luthera I. (-) - koalice DVP, DNVP, Z, BVP, DDP (16. leden 1925 — 20. leden 1926)
- Kabinet H. Luthera II. (-) - koalice DVP, Z, BVP, DDP (20. leden — 18. květen 1926)
- Kabinet W. Marxe III. (Z) - koalice DVP, Z, BVP, DDP (18. květen 1926 — 1. únor 1927)
- Kabinet W. Marxe IV. (Z) - koalice DVP, DNVP, Z, BVP, DDP (1. únor 1927 — 28. červen 1928)